# Drown (Tate McRae)
Drown è un singolo della cantante canadese Tate McRae, pubblicato il 2 novembre 2018 come ottavo estratto dalla prima raccolta The One Day LP.

## Tracce
1. Drown – 3:40